# الربع الفوقي
الربع الفوقي قرية مغربية أمازيغية شمال المملكة، تنتمي إلى إقليم تازة الساحلي، شرقي مدينة فاس، تضم بلدة الربع الفوقي 8.498 نسمة (إحصاء 2004).

## دواوير الجماعة
- اولاد عزوز
- بني فوغال
- القلب